# Шахин, Дани
Дани Шахин (нем. Dani Schahin; родился 9 июля 1989 года в Донецке, СССР) — немецкий футболист, нападающий испанского клуба «Эстремадура».
Дани родился в семье ливанского палестинца и русской в Донецке. Вскоре после рождения, он переехал в Ливан, а в 1996 году семья иммигрировала в Германию.

## Клубная карьера
В юности Шахин выступал за «ФВС 63» и «Энерги». В 2006 году он переходит в «Гамбург», но выступает за его резервную команду. Пробиться в основу у нападающего не получилось и 2009 году Дани перебирается в «Гройтер». В новой команде Шахин забивает немного и вскоре отправляется в аренду в дрезденское «Динамо». 22 января 2011 года в матче против «Айнтрахта», Дани дебютирует в новом клубе. В этом же матче нападающий забил свой дебютный гол, который принёс «Динамо» ничью, 1:1. В 12 встречах за клуб из Дрездена, Шахин забивает 9 мячей.
Бомбардирские навыки нападающего не остаются незамеченными и летом 2012 года, он перебирается в «Фортуну» из Дюссельдорфа. 25 августа 2012 года в матче против «Аугсбурга», Дани дебютирует в Бундеслиге, за новую команду. Дебют получается выдающимся, на 60-й минуте, при счете 0:0, Шахин меняет Нанду Рафаэла, после чего забивает два гола, которые оказываются единственными в матче, 0:2. 28 сентября в поединке против «Шальке-04», Дани снова забивает дважды и приносит Фортуне ничью, 2:2.
Летом 2013 года Шахин перешёл в «Майнц 05». 14 сентября в матче против «Шальке-04» он дебютировал за новый клуб. Летом 2014 года Дани на правах аренды перешёл в «Фрайбург». 31 августа в поединке против «Боруссии» из Мёнхенгладбаха он дебютировал за новую команду. Через год Шахин вновь на правах аренды перешёл во «Франкфурт». 14 августа в матче против «Карлсруэ» он дебютировал за новый клуб. В поединке против «Униона» Дани забил свой первый гол за «Франкфурт».
Летом 2016 года Шахин перешёл в нидерландскую «Роду». 17 декабря в матче против «Утрехта» он дебютировал в Эредивизи. 28 января 2017 года в поединке против «Эксельсиора» Дани забил свой первый гол за «Роду».